# George Kubler
George Alexander Kubler (* 26. Juli 1912 in Hollywood; † 3. Oktober 1996 Hamden, Connecticut) war ein US-amerikanischer Kunsthistoriker.

## Leben
Kubler war der Sohn des Kunsthistorikers Frederick William Kubler und seiner Frau Ellen, geborene Orloff-Beckmann. In seiner frühen Jugend lebte er überwiegend in Europa. Sein Vater verstarb, als Kubler acht Jahre alt war. Nach dem Tode seiner Mutter lebte er in einem Internat in den Vereinigten Staaten. Dort studierte er an der Yale-Universität, wo er 1934 den B.A., 1936 den M.A. und, betreut von Henri Focillon, 1940 den Ph.D. für Kunstgeschichte erwarb.
Ab 1938, also bereits vor der Promotion, arbeitete er an der Yale-Universität, zunächst als Dozent für Kunstgeschichte, von 1964 bis zu seiner Emeritierung im Jahr 1983 als Professor. Als Lehrstuhlinhaber war er von 1964 bis 1975 der erste Robert Lehman Professor, danach Sterling Professor der Kunstgeschichte. 1985/1986 war er Kress Professor am Center for Advanced Studies der National Gallery of Art in Washington. Neben seinen Arbeiten über europäische Kunst setzte sich Kubler vor allem mit Architektur und Kunst der Ureinwohner Mesoamerikas und der Andenländer auseinander. Er galt als einer der führenden Experten für präkolumbische und frühe postkolumbische Kunst.
Neben drei Guggenheim-Stipendien und einem Grant-in-Aid-Stipendium für Forschungen in Mexiko des American Council of Learned Societies erhielt Kubler die höchste Auszeichnung der mexikanischen Regierung für Ausländer, den Orden vom Aztekischen Adler (Águila Azteca), 1991 die älteste und wichtigste Auszeichnung der Yale-Universität, die William-Clyde-DeVane-Medaille, sowie zahlreiche weitere Auszeichnungen und Ehrentitel. Kubler war Mitglied der mexikanischen Academia de Artes sowie der American Academy of Arts and Sciences und seit 1978 der American Philosophical Society.
Er war verheiratet mit Elizabeth Bushnell Kubler, mit der er drei Töchter und einen Sohn hatte.

## Bibliografie
- The Religious Architecture of New Mexico, 1940.
- The Architecture of the 16th-Century in Mexico.
- The Art and Architecture of Spain and Portugal and their American Dominions.
- Art and Architecture in Ancient America (Pelican History of Art). New Haven, Yale University Press 1962 (erneut 1975, 1984, 1990).
- The Shape of Time. Remarks on the History of Things. New Haven, Yale University Press 1962.
- The Portuguese Plain Architecture 1528–1706.